# Cena Fritze Pregla

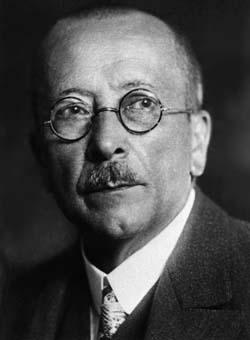
Fritz Pregl

Cena Fritze Pregla je ocenění které udělovala Rakouská akademie věd (Österreichische Akademie der Wissenschaften) za důležité příspěvky v chemii.
Ocenění byla udílena v letech 1931 až 2006. Cena je pojmenována po rakouském chemikovi, nositeli Nobelovy ceny za chemii, Fritzu Preglovi.

## Seznam laureátů
- 1931 – Doz.Dr. Fritz Feigl
- 1932 – Dr. Moritz Niessner
- 1933 – Prof.Dr. Anton Benedetti–Pichler
- 1934 – Prof.Dr. Ludwig Kofler
- 1935 – Dr. Edgar Schally
- 1936 – Doz.Dr. Franz Vieböck
- 1937 – Oberst I.R. Max Haitinger
- 1938 – Dr. Friedrich Hecht
- 1939 – Dr. Josef Pirsch
- 1941 – Dr. Josef Unterzaucher
- 1942 – Doz.Dr. Julius Donau
- 1943 – Dr. Karl Bürger
- 1947 – Dr. Heinz Holter
- 1950 – Prof.Dr. Hans Lieb
- 1951 – Doz.Dr. Ernst Wiesen
- 1952 – Prof.Dr.Ing.Georg Gorbach
- 1953 – Dr. Ernst Abrahamczik
- 1954 – Dr. Adelheid Kofler
- 1955 – Prof.Dr. Engelbert Broda
- 1956 – Dr. Heribert Michl
- 1957 – Doz.Dr. Herbert Ballczo
- 1958 – Prof.Dr. Friedrich Kuffner
- 1959 – Doz.Dr. Gerald Kainz
- 1960 – Dr. Hubert Roth
- 1961 – Doz.Dr.Ing. Hans Spitzy
- 1962 – Doz.Dr. Gerhard Billek
- 1963 – Prof.Dr. Michael Zacherl
- 1964 – Prof.Dr. Robert Fischer
- 1965 – Prof.Dr.Ing. Hanns Malissa
- 1966 – Dr. Johann Korkisch
- 1967 – Prof.Dr. Herbert Weisz
- 1969 – Dr. Vinzenz Anger
- 1970 – Dr. Helmut Trutnovsky
- 1971 – Prof.Ddr. Theodor Leipert
- 1972 – Prof.Dr. Maria Kuhnert–Brandstätter
- 1973 – Doz.Dr. Wolfgang Kiesl
- 1974 – Doz.Dr. Hans Leopold
- 1975 – Doz.Dipl.–Ing.Dr. Erik Lassner
- 1976 – Doz.Dipl.–Ing.Dr. Herbert Sorantin
- 1977 – Ao.Prof.Dipl.–Ing.Dr. Robert Kellner
- 1979 – Prof.Dr. Gottfried Machata
- 1981 – Ao.Prof.Dipl.–Ing.Dr. Manfred Grasserbauer
- 1984 – Dr. Alexej Nikiforov
- 1986 – Doz.Dipl.–Ing.Dr. Wolfhard Wegscheider
- 1988 – Prof.Dr. Karl Winsauer
- 1990 – Dr. Wolfgang Merz
- 1992 – Prof. Dr. Hans Malissa
- 1995 – Prof.Dr. Hans Puxbaum
- 1996 – Prof.Dr. Ernst Kenndler
- 1998 – Prof.Dr. Wolfgang Buchberger
- 2000 – Ao.Prof.Dr. Gerhard Sontag
- 2002 – Doz. Di Dr. Bernhard Lendl
- 2004 – Erwin Rosenberg a Leopold Jirovetz
- 2006 – Michael Lämmerhofer a Michael Oberhuber